# George Opdyke
George Opdyke (Kingwood Township, 1805 – New York, 12 giugno 1880) è stato un politico statunitense, 76° sindaco di New York.